# Ramon Norden
Ramon Norden (26 april 1943 – 16 juli 2022) was een Surinaams dammer.

## Biografie
Ramon Norden kwam uit een gezin met 14 kinderen. Van beroep was hij conciërge bij het Mr. Dr. J.C de Miranda Lyceum in Paramaribo. Hij speelde bij de damvereniging van NAKS en daarna bij Suriname Tulip.
In 1978 won hij het Surinaams kampioenschap dammen en werd daarmee geselecteerd voor het Wereldkampioenschap in Arco in Italië. Hier bleef hij in de voorronde steken. Een jaar later speelde hij mee tijdens het Pan-Amerikaans Kampioenschap dat toen in Paramaribo werd gehouden. Hij behaalde de 11e plaats en liet de Surinamers Eduard Autar, Franklin Waldring en Jagdies Sheoratan voor zich.
Hij was een felle tegenstander van omkoperij in de damwereld en schreef na een schandaal hierover een artikel in een lokaal dagblad in een poging deze praktijken tegen te gaan. Vanaf de jaren 1990 nam hij ook weer regelmatig deel aan Surinaamse Kampioenschappen, evenals aan andere toernooien zoals de Srefidensi Open en de Roethof Open, en bleef tot 2018 op zijn 75 levensjaar actief in officiële damwedstrijden.
De laatste jaren van zijn leven had hij last van gezondheidsproblemen en bracht hij door in een bejaardentehuis. Hij overleed op 26 juli 2022. Ramon Norden is 79 jaar oud geworden.

## Palmares
Hij speelde tijdens de volgende internationale kampioenschappen of bereikte bij de andere wedstrijden de eerste drie plaatsen:
| Jaar | plaats    | kampioenschap                                      |
| ---- | --------- | -------------------------------------------------- |
| 1978 | Goud      | Surinaams Kampioenschap                            |
| 1978 | voorronde | Wereldkampioenschap, Arco, Italië                  |
| 1980 | 11e       | Pan-Amerikaans Kampioenschap, Paramaribo, Suriname |